# Carrie (1952)
Carrie (br Perdição por Amor / pt Entre Duas Lágrimas) é um filme estadunidense de 1952, dirigido por William Wyler e baseado no livro Sister Carrie de Theodore Dreiser.

## Elenco principal
- Laurence Olivier .... George Hurstwood
- Jennifer Jones .... Carrie Meeber
- Miriam Hopkins .... Julie Hurstwood
- Eddie Albert .... Charles Drouet
- Ray Teal .... Allen
- Barry Kelley .... Slawson
- William Reynolds .... George Hurstwood Jr.
- Mary Murphy .... Jessica Hurstwood
- Basil Ruysdael .... sr. Fitzgerald
- Walter Baldwin .... pai de Carrie
- Dorothy Adams .... mãe de Carrie